# Niedernetphen
Niedernetphen ist ein Ortsteil und eine Gemarkung der Stadt Netphen im Kreis Siegen-Wittgenstein in Nordrhein-Westfalen. Bis 1969 war Niedernetphen eine eigenständige Gemeinde im damaligen Kreis Siegen.

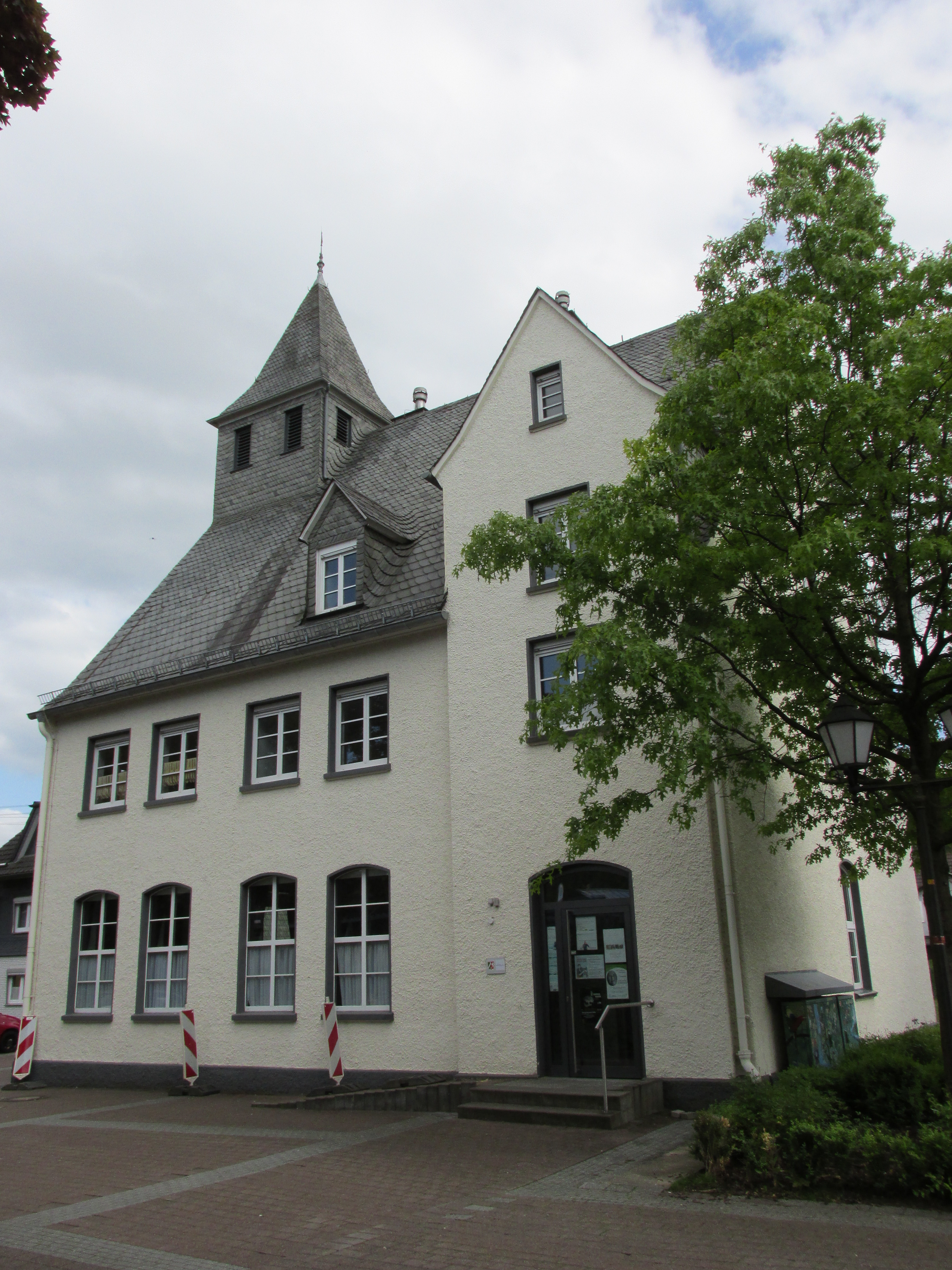
Ehemaliges Feuerwehrgerätehaus am Sankt-Peters-Platz in Niedernetphen

## Geographie
Niedernetphen umfasst den westlichen Teil der Netphener Kernstadt beiderseits der Netphe mit dem Sankt-Peters-Platz als Ortszentrum.

## Geschichte
Niedernetphen wurde 1439 erstmals urkundlich erwähnt. Seit dem 19. Jahrhundert bildete Niedernetphen eine Landgemeinde im Amt Netphen des Landkreises Siegen im westfälischen Regierungsbezirk Arnsberg. Niedernetphen war auch der Amtssitz des Amtes Netphen.
Am 1. Januar 1969 wurde Niedernetphen durch das Zweite Siegerland-Gesetz Teil der Gemeinde Netphen, die 2000 das Stadtrecht erhielt. Heute bildet Niedernetphen zusammen mit Obernetphen den Ortsteil Netphen der Stadt Netphen.

## Einwohnerentwicklung
| Jahr | Einwohner | Quelle |
| ---- | --------- | ------ |
| 1818 | 497       | [ 3 ]  |
| 1871 | 726       | [ 4 ]  |
| 1885 | 737       | [ 5 ]  |
| 1895 | 791       | [ 6 ]  |
| 1910 | 1009      | [ 7 ]  |
| 1925 | 1401      | [ 8 ]  |
| 1939 | 1634      | [ 9 ]  |
| 1950 | 2108      | [ 3 ]  |
| 1961 | 2779      | [ 10 ] |
| 1967 | 3050      | [ 3 ]  |